# 29910 Сеґре
29910 Сеґре (29910 Segre) — астероїд головного поясу, відкритий 14 травня 1999 року.
Тіссеранів параметр щодо Юпітера — 3,196.